# 굴절 이상
굴절 이상(屈折異常, refractive error, refraction error)은 눈의 모양으로 인해 망막에 빛의 초점을 맞추지 못하는 문제를 말한다. 흔한 굴절 이상의 종류로는 근시, 원시, 난시, 노안이 있다. 근시는 먼 거리의 물체가 흐릿하게 보이고, 원시는 가까운 물체가 흐릿하게 보이며, 난시는 물체가 확장되거나 흐릿하게 보이며, 노안은 가까운 물체에 집중할 힘이 부족해지는 현상이다. 그 밖의 증상에는 다시증, 두통, 안정 피로가 포함될 수 있다.
근시는 안구의 길이가 너무 길어서 발생하고, 원시는 안구의 길이가 너무 짧아서 발생하며, 난시는 각막의 형태가 잘못되어 발생하며, 노안은 수정체가 노화되어 충분히 모양을 바꿀 수 없을 때 발생한다. 일부 굴절 이상은 유전성이 있다. 검안을 통해 진단된다.
굴절 이상은 안경, 콘택트 렌즈, 수술을 통해 교정된다. 안경은 가장 쉽고 안전한 교정 방식이다. 콘택트 렌즈는 더 넓은 시야를 제공하지만 감염의 위험이 있다. 시력 교정 수술은 각막의 모양을 바꿀 수 있다.
전 세계적으로 굴절 이상이 있는 사람의 수는 10억에서 20억 명 사이로 추산된다. 그 비율은 지역마다 다른데, 유럽인의 경우 약 25%, 아시아인의 경우 80%가 영향권에 있다. 근시가 가장 흔하다. 성인 중의 비율은 15~49%, 어린이들의 비율은 1.2-42% 사이이다. 원시는 어린이들과 노인들에게 흔히 영향을 더 미친다. 노안은 35세가 넘는 대부분의 사람들에게 영향을 미친다. 굴절 이상이 있으면서 교정을 하지 않고 있는 사람들의 수는 2013년 기준으로 660,000,000명으로 추산되었다. (100명 중 10명 꼴) 이 중 9,500,000명은 굴정 이상으로 인해 시각 장애를 겪고 있다. 이는 백내장, 황반변성, 비타민 A 결핍과 더불어 시력을 잃는 가장 일반적인 원인들 가운데 하나이다.

## 분류
"비정시"(ametropia)라는 용어가 "굴절 이상"과 번갈아 사용할 수 있다. 비정시의 종류에는 근시, 원시, 난시를 포함한다. 종종 구면굴절이상(spherical error), 원주굴절이상(cylindrical error)로 분류하기도 한다.
- 구면굴절이상
  - 근시
  - 원시
  - 노안
- 원주굴절이상
  - 난시

## 지역별 분포

2004년 굴절 이상으로 인해 발생되는 100,000명 당 DALY.
자료 없음
100 미만
100-170
170-240
240-310
310-380
380-450
450-520
520-590
590-660
660-730
730-800
800 초과

굴절 이상이 있으면서 교정을 하지 않고 있는 사람들의 수는 2013년 기준으로 660,000,000명으로 추산되었다. (100명 중 10명 꼴)
굴정 이상이 있는 전 세계 인구 수는 800,000,000명에서 2,300,000,000명으로 추산되었다.

## 같이 보기
- 시각 장애